# Anthony Allen (giocatore di football americano)
Anthony Allen (Tampa, 6 agosto 1988) è un giocatore di football americano statunitense che gioca nel ruolo di running back per i Baltimore Ravens della National Football League (NFL). Fu scelto nel corso del settimo giro (225º assoluto) del Draft NFL 2011 dai Ravens. Al college ha giocato a football al Georgia Institute of Technology.

## Carriera professionistica

### Baltimore Ravens
Allen fu scelto nel corso del giro del Draft 2011 dai Baltimore Ravens. Nella sua stagione da rookie disputò 5 partite, nessuna delle quali come titolare, correndo 8 yard su 3 tentativi. Il 31 agosto 2012 fu svincolato, ma rifirmò il giorno successivo per far parte della squadra di allenamento dei Ravens. Prima della settimana 1 della stagione regolare fu promosso nel roster attivo e nella prima partita, vinta contro i Cincinnati Bengals, corse 13 yard su 4 tentativi. La sua stagione 2012 si concluse disputando tutte le 16 partite della stagione regolare, correndo 61 yard su 16 tentativi. A fine anno si laureò campione della lega con la vittoria dei Ravens sui San Francisco 49ers nel Super Bowl XLVII.

## Palmarès
- Super Bowl : 1

Baltimore Ravens: Super Bowl XLVII
- American Football Conference Championship: 1

Baltimore Ravens: 2012

## Statistiche
| Partite totali             | 21 |
| Partite totali da titolare | 0  |
| Yard su corsa              | 68 |
| Touchdown su corsa         | 0  |

Statistiche aggiornate alla stagione 2012